# Arènes de Metz

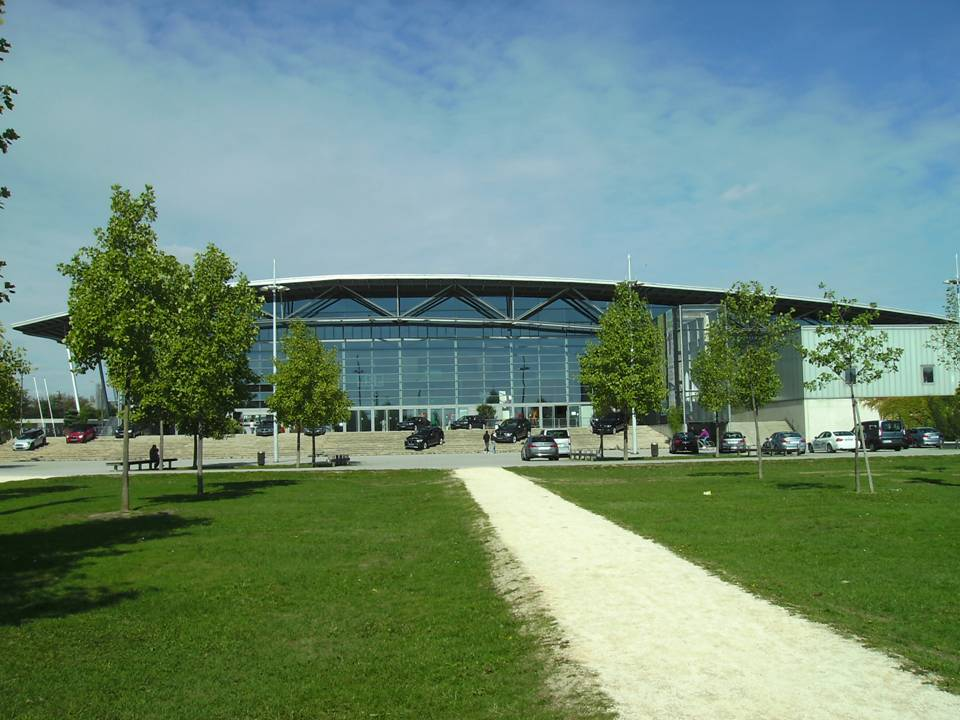
Arènes de Metz, Metz

L'Arènes de Metz è un'arena sportiva al coperto a Metz, in Francia. È la sede della squadra di pallamano di Metz e del torneo di tennis maschile Open de Moselle, parte della serie ATP Tour 250 dell'ATP Tour. Attualmente l'arena ha una capienza di 5.300 posti e una superficie di 16 850 mq.